# Chesaning (Michigan)
Chesaning – wieś w Stanach Zjednoczonych, w stanie Michigan, w hrabstwie Saginaw.